# Mahafaly
Mahafaly, jedan od 18 naroda Madagaskara s 294 000pripadnika (1,6% stanovnika države), koji žive na krajnjem jugozapadu otoka uz obale Mozambičkog kanala u pokrajini Atsimo-Andrefani. Njihovo ime na malgaškom znači oni koji se drže tabua koji ih čine sretnim. Kao i većinski Merine govore malgaškim makrojezikom, ali svojim dijalektom. Pretežno ispovijedaju animizam i kršćanstvo.

## Povijest
Mahafaly su mala etnička skupina koja se doselila na Madagaskar iz Afrike u 12. stoljeću. Tijekom 16. stoljeća malgaška plemena počela su osnivati svoja kraljevstva. Među Mahafalyjima su u to doba postojali klanovi zemljoposjednika koji su željeli osigurati prevlast nad svojim zemljama i nadzirati svoje potčinjene i robove. Kraljevi su bili iz jedne jedine dinastije Maroserane, koja je bila u krvnom srodstvu s vladarima iz susjednih kraljevstava Sakalava i Antanosija. Svi klanovi tvrdili su za sebe da vode podrijetlo od Zafi-Raminija (doseljenika arapskog podrijetla koji su se naselili na jugoistočnu obalu Madagaskara). Plemenska aristokracija Bara i Antandroyja također je tvrdila potječe od Zafi-Raminija, i da su na taj način srodnici Mahafalyja.
Početkom 19. stoljeća postali su dio Kraljevstva Merina, ali su praktično nastavili živjeti po svome u svom siromašnom kraju. 

## Zemljopisna rasprostranjenost
Ozemlje naroda Mahafaly nalazi se na jugozapadnoj obali Madagaskara između rijeka Onilahi i Menarandre. To je veliko područje površine 45.000 km ², surov vapnenački plato s vrlo malo raslinja zbog iznimno malo kiše koje padne manje od 50 cm/m.
Uglavnom su Mahafaly nomadski pastiri, ali uzgajaju i kukuruz i manioku.

## Običaji i kultura
Nadgrobni spomenici Mahafalyja imaju brojne skulpture zvane aloalo, koje podižu iznad samih grobova. One su ukrašene geometrijskim motivima i prizorima iz života pokojnika. Grobove su ukrašavali i rogovima zebua, a količina rogova označavala je bogatstvo pokojnika i njegove obitelji. Tako je grob kralja Tsiampodija bio ukrašen pomoću 700 rogova.Riječ aloalo na malgaškom jeziku znači "glasnik" -"posrednik", oni simbolično povezuju svijet živih i mrtvih.
Mahafaly imaju vrlo karakteristične tetovaže i frizure, a poznati su i po svom nakitu i drvenim skulpturama.

## Vanjske poveznice
- Mahafali na portalu Ikuska